# Умэгаока (станция)
Станция Умэгаока (яп. 梅ヶ丘駅 умэгаока эки) — железнодорожная станция на линии Одавара, расположенная в специальном районе Сэтагая, Токио. Станция была открыта 1-го апреля 1934 года. На станции установлены автоматические платформенные ворота.

## Планировка станции
4 пути и две боковые платформы.
| 1 | ■ Линия Одавара | Матида ・ Хон-Ацуги ・ Одавара ・(Hakone Tozan Railway) Хаконэ-Юмото ・(Линия Тама) Каракида ・(Линия Эносима) Фудзисава ・ Катасэ-Эносима |
| 2 | ■ Линия Одавара | Синдзюку ・(Линия Тиёда) Аясэ ・ Линия Дзёбан Торидэ                                                                                       |

## Близлежащие станции
| «                                           |               | Линия                  |               | »             |
| Линия Одавара                               | Линия Одавара | Линия Одавара          | Линия Одавара | Линия Одавара |
| ------------------------------------------- | ------------- | ---------------------- | ------------- | ------------- |
| Сэтагая-Дайта                               |               | Local                  |               | Готокудзи     |
| Симо-Китадзава                              |               | Sectional Semi-Express |               | Готокудзи     |
| Semi-Express: не останавливается            |               |                        |               |               |
| Express: не останавливается                 |               |                        |               |               |
| Tama Express: не останавливается            |               |                        |               |               |
| Rapid Express: не останавливается           |               |                        |               |               |
| Ltd. Exp. "Romance Car": не останавливается |               |                        |               |               |